# Schuildok voor Lichters
Het Schuildok voor Lichters ook bekend als Oude Graandok was een noordelijk gelegen schuildok, alleen voor lichters en voor stadstuigen van de Stad Antwerpen. Eerst was het een onvoltooid project van het Graandok in 1914, waarschijnlijk door de Eerste Wereldoorlog. Het tegenwoordig verdwenen en gedempte schuildok voor lichters had de vorm van een trapezium en was 9,66 ha groot. Het dok werd rond 1922 afgewerkt. In 1956 werd ze gemoderniseerd: de kaaimuren in het noorden en oosten vervingen er de hellingen. In juli 1993 werd ze voorgoed gedempt. Alleen de geul bleef nog over.
Het Schuildok lag tussenin het eveneens gedempte Eerste Havendok en het nog bestaande Tweede Havendok. Nu staan er midden op het gedempte terrein moderne magazijnen en de 24 hoge graancontainer-druktorens van Pakhoed compagnie. Anderzijds staan er nog twee enorme grote en hoeveelheid graancontainerstorens in deze regio. De geul is nog bewaard gebleven waar nog enkele baggerwerktuigen liggen aan het hoofdbureel van de Technische Dienst Baggerdienst stad Antwerpen op nº 128. Aan de overzijde van de geul is nº 124. Deze nummering sluit aan met de nummeringen 122 tot hoek 118 aan het Albertdok en de eveneens gedempte Eerste Havendok.

## Geschiedenis
De 200 meter lange zuidoostkade was een schuin grastalud waartegen de binnenschepen met hun voor- of achterschip gemeerd lagen, zij aan zij.
Aan de zuidwestelijke gelegen stenen walkade (175 meter) lagen de schepen zij aan zij tegen de kade. De talud-liggers lagen dan tegen deze schepen aangemeerd. Aan de oostkaai (ong. 160 meter) lagen de binnenschepen zij aan zij, en in twee lengtes achter elkaar, met hun voor- of achtersteven tegen de kade of bij elkaar. Dit was de geliefkoosde en rustige ligplaats voor de binnenvaart voor langere ligdagen, buiten de drukke haven.
De langere noordkaai (600 meter) tot aan de geul was gereserveerd voor stadstuigen. In de noordoosthoek van het schuildok lag een oude bakkenzuiger waar de wachtman, in de weekends, feestdagen, 's avonds en 's nachts de wacht hield. Nabij dit werkponton lagen baggerpramen gemeerd. Verderop lagen de oude blauwe vlotkranen en de twee oude graanzuigers van de Technische Dienst voor Graanzuigers en Vlotkranen. Tot ongeveer 1985 hebben de graanzuigers nog sporadisch gewerkt, totdat ze voorgoed uit de vaart werden genomen. Hun vaart was wel beperkt want men moest bij het "verhalen" (wegslepen van een beperkt- of geheel onmanoeuvreerbaar vaartuig) een beroep doen op stadssleepboten. Deze twee graanzuigers waren verouderd en moderniseren kostte te veel geld, daar aan het Nieuwe Graandok, modernere, op de wal staande, graanzuigerinstallaties waren, die een grotere en snellere zuigkrachtcapaciteit hadden.
De oude graanzuigers verdwenen waarvan "Graanzuiger 2" nog een tijd in het Bonapartedok heeft gelegen voor bezienswaardigheid. Daarna werd hij verkocht aan de Rotterdamse haven voor het scheepvaartmuseum.
De oude blauwe vlotkranen met grote witte cijfernummeringen werden eveneens verkocht, alsook de onfortuinlijke vlotkraan "Grote Gust" aan de firma Baeck & Jansen. Dit vlotkraanponton kon nog in de kleinere oudere dokken komen met zijn breedte, totdat het fataal afliep op 9 november 2006 bij werkzaamheden in het Kattendijkdok, aan de sluisdeuren-binnenkant van de Kattendijksluis. Vroeger woonde de pontbaas met zijn gezin op het kraanponton. Ze woonden gratis op en in de ruime comfortabele kraanvlotponton. Elektriciteit, onderhoud- en stookkosten waren voor de dienst. Hij leefde altijd "op zijn werk". Gelukkig gebruikte de firma Baeck & Jansen de kraan alleen nog als werkponton toen het gebeurde.
In de plaats zijn er drie grote, modernere vlotkranen bij gekomen, namelijk de beperkt manoeuvreerbare grijperkranenpontons "Portunus" (45 m x 24 m en 1604 ton) en "Titan" (dezelfde breedte/lengte/tonnenmaat). Zij verzorgen de overslag bij zee- en binnenschepen en/of kade. De manoeuvreerbare gigantische vlotkraan "Brabo" (60 m x 27,50 m en 4539 ton) doet de heffingen en verplaatsingen van sluisdeuren, schepen, scheepswrakken en andere zwaar materieel tot 800 ton. Het hoofdbureau van de Technische Dienst der Vlotkranen ligt aan de zuidkant van de Noordkasteelbrug op nummer 55.
In de resterende geul liggen aan nummer 128 diverse baggerpramen en baggerwerktuigen van de aldaar gelegen hoofdbureau Technische Dienst Baggerdienst Stad Antwerpen. Aan de overzijde van deze geul is het nummer 124. Deze nummering sluit aan bij de nummeringen 122 tot hoek 118, waar vroeger het gedempte Eerste Havendok was.

## Nieuw dok voor lichters
Er bestonden plannen om tussen het Bevrijdingsdok en Berendrecht een nieuw wachtdok voor lichters te graven. Deze plannen werden echter niet gerealiseerd en in de plaats kwam het Reigersbos.
Op de Antwerpse rechteroever van de Schelde:
Albertdok · Amerikadok · Asiadok · Bevrijdingsdok · Bonapartedok · Churchilldok · Derde Havendok · Eerste Havendok · Graandok · Hansadok · Houtdok · Industriedok · Kanaaldok · 
Kattendijkdok · Kempisch dok · Kooldok · Leopolddok · Lobroekdok · Margueriedok · Marshalldok · Noordschippersdok · Petroleumdok · Sasdok · Schippersdok · Schuildok voor Lichters · Siberiadok · Steendok · Straatsburgdok · Suezdok · Tweede Havendok · Verbindingsdok · Vierde Havendok · Vijfde Havendok · Willemdok · Zesde Havendok · Zuiderdokken
Op de Oost-Vlaamse linkeroever van de Schelde:
Deurganckdok · Doeldok · Noordelijk Insteekdok · Saeftinghedok · Verrebroekdok · Vrasenedok · Waaslandkanaal · Zuidelijk Insteekdok